# Abaco
Abaco (ang. Great Abaco Island) je otok v severnem delu Bahamov. Dolg je več kot 200 km. Njegova površina je 1681 km2. Leta 1990 je štel 10 000 prebivalcev. Je nizek apnenčast otok, poraščen z borovimi gozdovi. Ob obali so luksuzni hoteli. Otok so ob koncu 18. stoletja poselili britanski lojalisti iz ZDA z njihovimi sužnji. Ob njem leži njemu podoben, ampak manjši Little Abaco Island. 